# Цфат
Цфат (івр. צְפַת Цфат, ашк.: Tzfas — Цфас, бібл. С'фат, араб. صفد Сафад; також Цефат, Сафед) — місто в Північному окрузі Ізраїлю, одне з чотирьох священних міст для євреїв, окрім Єрусалима, Тверії та Хеврона.

## Біблійні згадування
За легендою місто було засноване сином Ноя після Всесвітнього потопу. Згідно з Книгою Суддів (1:17) місце, де знаходиться Цфат, було відведено для племені Нефталіма.
Існує припущення, що у твердженні Ісуса про те, що «місто на горі не можна приховати» може йтися про Цфат.

## Історія

### Антична епоха
Цфат ототожнюють із Сепфом — укріпленим єврейським містом у Верхній Галілеї, яке згадує у своїх творах римсько-єврейський історик Йосип Флавій. У Єрусалимському Талмуді Цфат згадується як одне із п'яти місць, розміщених на височинах, у яких запалювалися багаття для сповіщення про новий місяць та свята за часів Другого Храму. Також Цфат належав до міст-фортець, де закріпилися повстанці-зелоти.

### Ранньомусульманський період
Про місто Цфат до завоювання хрестоносцями у 1099 році майже нічого не відомо.

### Доба хрестоносців

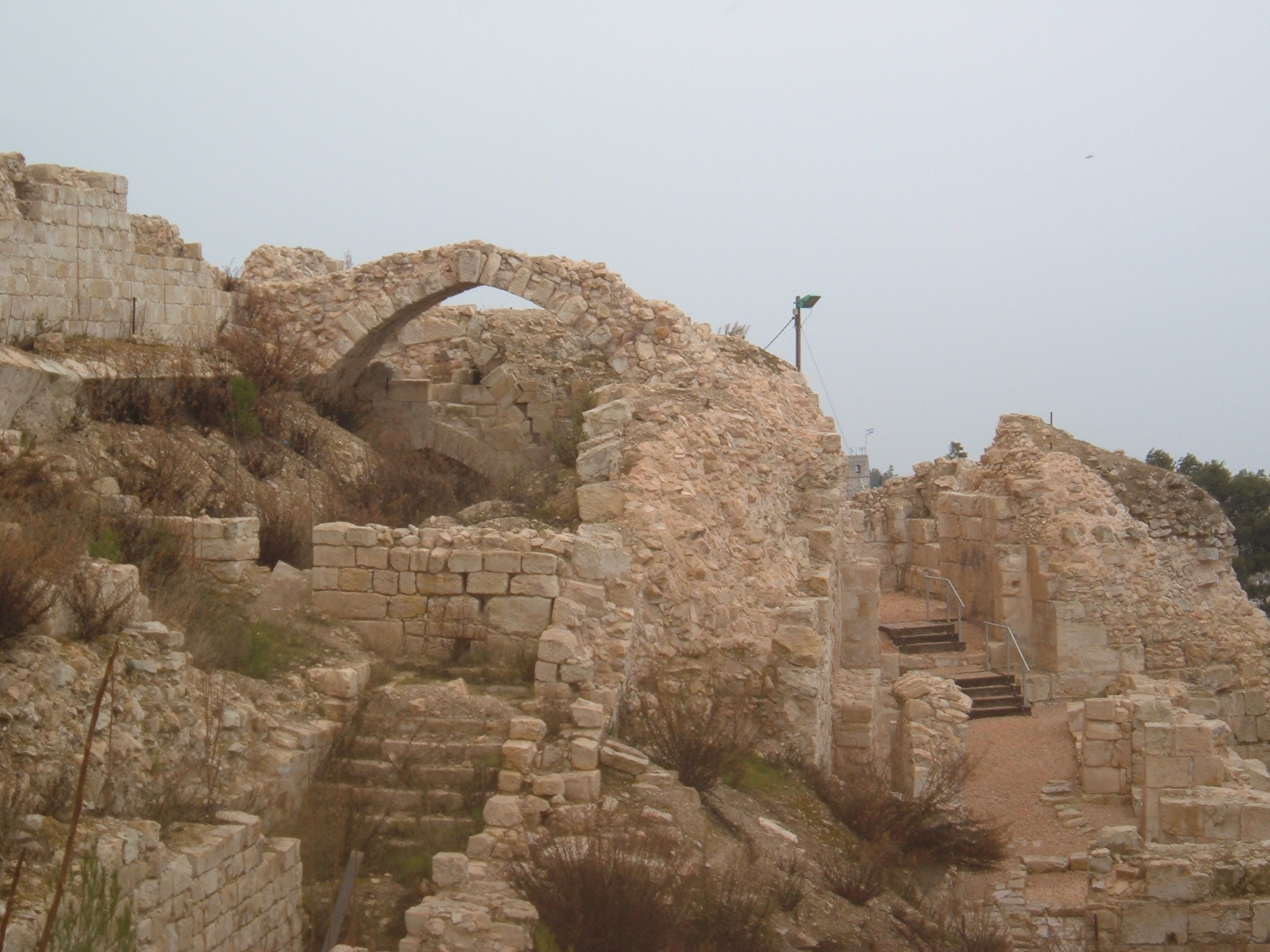
Руїни Цфатської фортеці

Згадки про місто з'являються у єврейських джерелах в період пізнього Середньовіччя. В ХІІ столітті Цфат був укріпленим містом у Єрусалимському королівстві та на той час мав назву Сафет. Король Фулько збудував тут замок, який з 1168 року займали тамплієри. Навколо цієї фортеці згодом і почало розвиватися місто. Веніамін Тудельський, який відвідав місто у 1170 році, не згадує про жодного єврея, який би тут жив.
У 1188 році, після битви на Рогах Хаттіна (1187) та однорічної облоги міста Сафет захопили Айюбіди на чолі із Саладіном. Останній дозволив містянам переїхати до Тіру. Самуель бен Самсон, який відвідав місто у 1210 році, згадує про існування єврейської громади, до якої входило приблизно 50 осіб. У 1227 році емір Дамаска Аль-Му'аззам Іса зруйнував місцевий замок, щоб запобігти захопленню та використанню фортеці можливими майбутніми хрестоносцями.
У 1240 році Теобальд І під час власного хрестового походу на Святу землю вів перемовини з мусульманськими Айюбідами Дамаска та Єгипту; у результаті він уклав угоду з першими проти других, за умовами якої Єрусалимське королівство знову отримувало сам Єрусалим разом з Вифлеємом, Назаретом та більшою частиною області Галілея з багатьма фортецями тамплієрів, серед яких був і Сафет. Пізніше тамплієри відбудували міську фортецю.

### Правління Мамлюків
У 1260 році мамлюцький султан Бейбарс оголосив угоду недійсною через франко-монгольські союзи, спрямовані проти мусульман, і участь християн у близькосхідному поході монголів, та здійснив низку нападів на фортеці регіону включно із Сафетом. У липні 1266 року у рамках військової кампанії, націленої на підкорення укріплень хрестоносців у Палестині, Бейбарс захопив Сафет після невдалої спроби захопити берегове укріплення хрестоносців в Акрі. Він винищив міське християнське тамплієрське населення  і зробив Сафет мусульманським містом під назвою Сафед (Сафат).
На відміну від інших берегових фортець хрестоносців, які були зруйновані за часів правління мамлюків, Бейбарс врятував Сафед від знищення, — замість цього він призначив відповідального губернатора. Ймовірно, Бейбарс залишив фортецю, оскільки надавав їй великого стратегічного значення через її розташування на високій горі та відокремленість від інших укріплень хрестоносців. Більше того, Бейбарс стверджував, що у випадку нових вторгнень хрестоносців до прибережного регіону укріплене місто буде ідеальним місцем для відбиття атак. У 1268 році за його сприяння фортецю було відреставровано, розширено та додатково укріплено. Окрім цього у місті з'явилося багато нових будівель, зокрема, караван-сараї, ринки та лазні, а міська церква була перетворена на мечеть. Наприкінці правління Бейбарса Сафед процвітав. Також місто стало адміністративним центром Мамлякату Сафад в мамлюцькій провінції Сирія, юрисдикція якої поширювалась на Галілею та інші землі на південь від неї до Джаніна.
За словами ад-Дімашкі, який помер у Сафеді в 1327 році, датованими приблизно 1300 роком, Бейбарс збудував «круглу вежу, яку назвав Куллах...» після зносу старої фортеці. Вежа мала три поверхи і була забезпечена провізією, залами та військовими складами. Під нею розміщувалась цистерна для дощової води, якої вистачало для забезпечення гарнізону фортеці від кінця року і до кінця року.
Згідно з Абу-ль-Фіда Сафед був «містом середніх розмірів. У ньому є надзвичайно надійно збудована фортеця, яка височіє на озером Табарія. Є і підземні водні русла, які приносять питну воду до воріт фортеці... Її околиці охоплюють три пагорби... З того часу, як Аль Малік ад-Дахір [Бейбарс] завоював цю місцевість у франків [хрестоносців], вона перетворилася на центральну стоянку для військ, які охороняють усі прибережні міста цього регіону.»

### Османська епоха

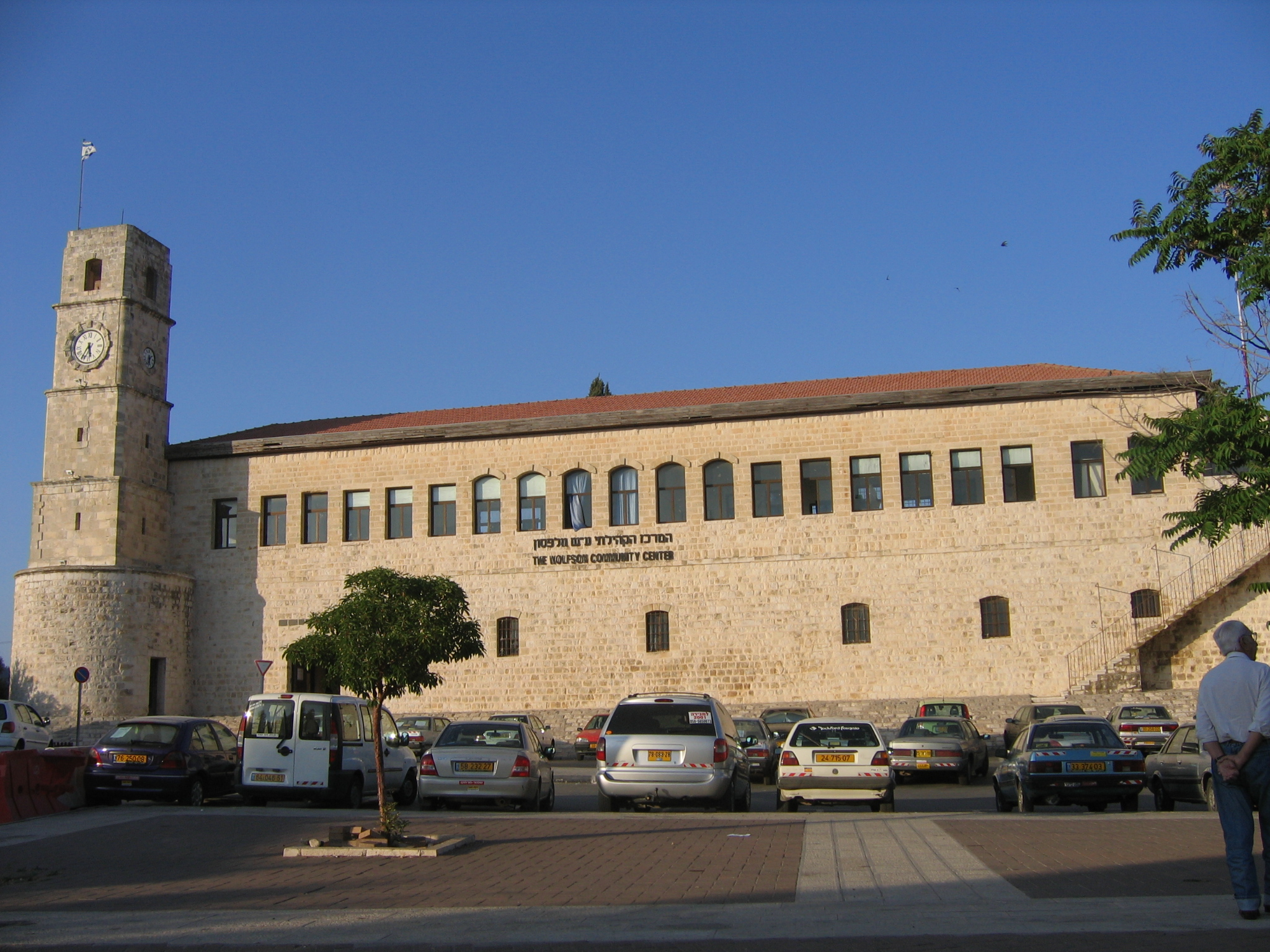
Османська фортеця «Сарайя»

Під час османського правління Сафед був столицею однойменного санджаку, який охоплював більшу частину Галілеї та простягався до узбережжя Середземного моря. Цей санджак був частиною еялету Дамаск до 1660 року, коли його було об'єднано із санджаком Сідон в окремий еялет, столицею якого протягом невеликого періоду часу був Цфат. Врешті-решт у середині ХІХ століття він став частиною вілайєту (провінції) Сідон. Ортодоксальні суннітські суди виносили у Цфаті рішення у справах із 'Акбари, Ейн-аль-Зейтуна та навіть таких далеких місць, як Междель-Іслім.  У 1549 році за правління султана Сулеймана І Пишного для оборони міста було збудовано мур та розміщено військові загони.
Під час раннього османського періоду у 1525-26 рр. населення Цфату складалося із 633 мусульманських родин, 40 мусульман-холостяків, 26 релігійних мусульман, 9 мусульман-інвалідів та 60 солдатських сімей. У 1553-54 рр. населення міста складалося із 1121 мусульманського господарства, 222 мусульман-холостяків, 54 мусульманських релігійних лідерів, 56 євреїв-холостяків та 9 інвалідів.
Також у Середніх віках у місті було засновано курдський квартал, який проіснував до ХІХ століття.
Цфат став відомим у XVI столітті як центр Кабали, єврейського містицизму. Після вигнання всіх євреїв з Іспанії у 1492 році багато видатних рабинів вирушили до Цфату; серед них були кабалісти Іцхак Лурія, Моше Кордоверо, Йосеф Каро — автор кодексу законів «Шулхан арух», та Шломо Галеві Алькабец — композитор шабатнього гімну «Леха доді». Великий притік  сефардських євреїв, який досяг свого апогею у період правління султанів Сулеймана І та Селіма ІІ, перетворив місто на глобальний центр єврейської освіти та регіональний центр торгівлі у XV—XVI ст. У 1577 році Елієзер Ашкеназі та його син, Іцхак з Праги, встановили у Цфаті перший у всій Османській імперії івритський друкарський верстат. Станом на 1584 рік у місті налічувалося 32 синагоги.
У перехідний період від єгипетського до османсько-турецького правління у 1517 році місцева єврейська община зазнавала жорстоких нападів, вбивств та грабунків по мірі того, як місцеві шейхи намагалися відновити свій контроль після усунення від влади новоприбулими турками. Економічний спад, який почався після 1560 року та декрети про вигнання до 1583 року фактично знищили єврейську общину. Місцеві араби нападали на тих, хто залишився, а дві епідемії — 1589 та 1594 років — завдали ще більше збитків місцевим євреям.

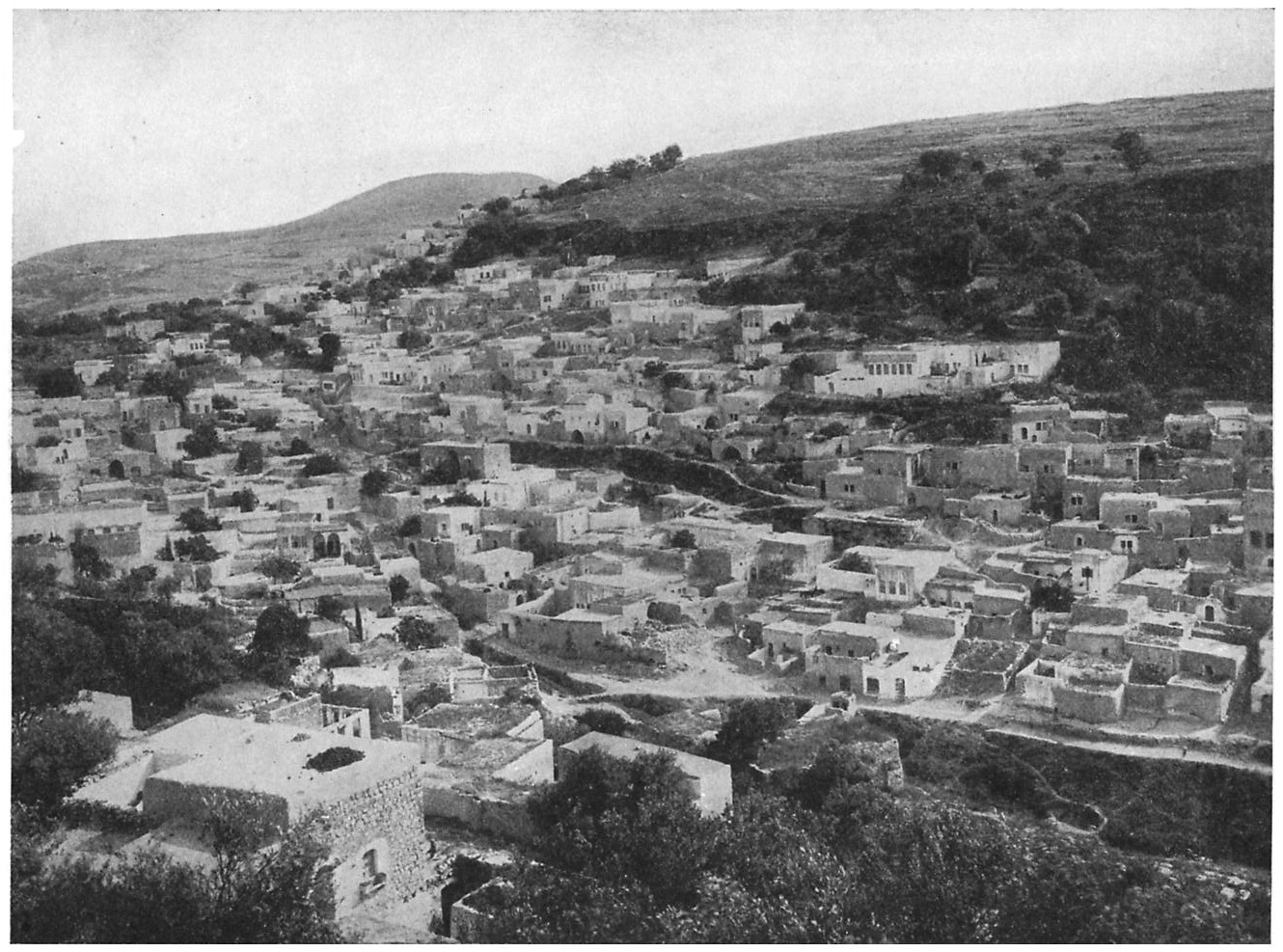
Мусульманський квартал Цфату біля 1908 року

Протягом XVII століття єврейські поселення Галілеї зазнали значного економічного та демографічного спаду; винятком не став і Цфат. Близько 1625 року Кварезмій розповідав, що місто було населено «переважно євреями, які мали власні синагоги та школи, і для їх забезпечення євреї всього світу вносили пожертви». У 1628 році містом заволоділи друзи, а через п'ять років воно знову відійшло османам. У 1650 році під час повстання, яке спалахнуло після смерті Мульхіма Ма'ана, друзи зруйнували Цфат та Тверію, і лише декілька колишніх мешканців-євреїв повернулись до Цфату до 1662 року. Оскільки Тверія, яка знаходилась неподалік, лишалась спустошеною ще кілька десятиліть, Цфат зайняв ключову позицію серед єврейських громад Галілеї. Вважається, що у 1665 році в місті виник рух Саббатая Цеві.
Велика частина населення загинула внаслідок спалаху чуми 1742 року, а серія землетрусів 1759 року зруйнувала місто; також загинуло 200 його мешканців. Нові міграції російських євреїв (1776 і 1781 роки) та литовських євреїв-представників руху Перушим у 1809 та 1810 роках фактично відродили єврейську спільноту. У 1812 році внаслідок ще однієї епідемії чуми загинуло близько 80% єврейського населення міста, а у 1819 році мешканці міста, які вижили, були взяті у заручники з метою отримання викупу губернатором Сідона Абдуллою-пашою, який засідав в Акрі. У період єгипетського панування на чолі з Ібрагімом-пашою (бл. 1831-41 рр.) Цфат пережив різкий спад, який особливо сильно позначився на житті єврейської общини. Під час великого Цфатського погрому 1834 року більшу частину єврейського кварталу було зруйновано арабськими повстанцями, які плюндрували місто протягом кількох тижнів.

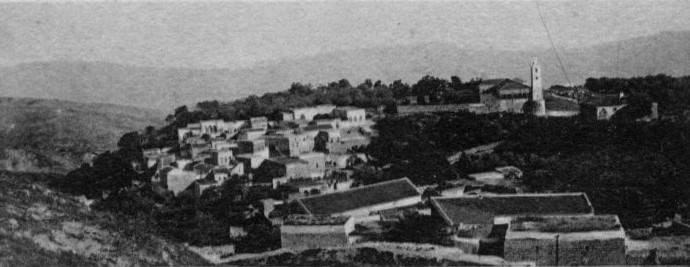
Цфат у ХІХ столітті

Станом на 1837 рік у місті проживало близько 400 євреїв. Галілейський землетрус 1837 року мав особливо тяжкі наслідки для єврейського населення Цфату, адже єврейський квартал знаходився на схилі пагорба. Тоді загинуло близько 2 тисяч осіб, що приблизно дорівнювало половині єврейських мешканців міста; із 2158 загиблих 1507 були османськими підданими. Південний, мусульманський, район міста зазнав набагато менших збитків. Наступного року друзькі повстанці грабували місто протягом трьох днів та вбили багатьох містян-євреїв. У 1840 році османське правління було відновлено, але у 1847 році епідемія чуми знову вразила Цфат. Чисельність єврейського населення у другій половині ХІХ століття значно збільшилась завдяки імігрантам з Персії, Марокко і Алжиру. Мозес Монтефіоре сім разів відвідав Цфат та фінансував відбудову більшої частини міста, проте майже всі міські пам'ятки давнини були знищені землетрусом.
Домінуючою політичною силою в Цфаті була родина Каддура, — наприкінці османського правління вона володіла 50 000 дунамами землі, до яких входили вісім сіл навколо міста.
Дані 1887 року свідчать, що на той час у Цфаті проживало близько 24 615 мешканців, серед яких 13 250 євреїв, 5 690 мусульман та 5 675 християн-католиків.

### Британський мандат в Палестині
Цфат був центром субрегіону Сафад. Згідно з переписом населення 1922 року, проведеним урядом Британського мандату, населення Цфата налічувало 8 761 особу, серед яких були 5 431 мусульманин, 2 986 євреїв, 343 християнина та інші.
У період Британського мандату Цфат лишався змішаним містом, і етнічний конфлікт між євреями та арабами продовжував зростати протягом 1920-х років. Після початку Палестинських бунтів 1929 року Цфат та Хеврон стали головними місцями масштабних сутичок. Під час єврейського погрому, який стався у тому ж році, місцеві араби вбили від 18 до 21 єврея; серед убитих також були жінки та діти, до 80 осіб були поранені. Окрім цього 200 домівок на головній єврейській вулиці міста були розграбовані та спалені.
Під час арабського повстання 1936-39 рр. Хагана та сили самооборони, створені єврейськими мешканцями Цфату, змогли захистити близько 2000 євреїв міста, але не усіх. 13 серпня 1936 року арабам вдалося проникнути до будинку на вулиці Унгер у старому єврейському кварталі та вирізати родину, яка там жила: вони вбили переписчика Тори та трьох його дітей.
Згідно з Планом ООН по розділенню Палестини Цфат входив до тієї частини Палестини, яка відводилася пропонованій планом єврейській державі.

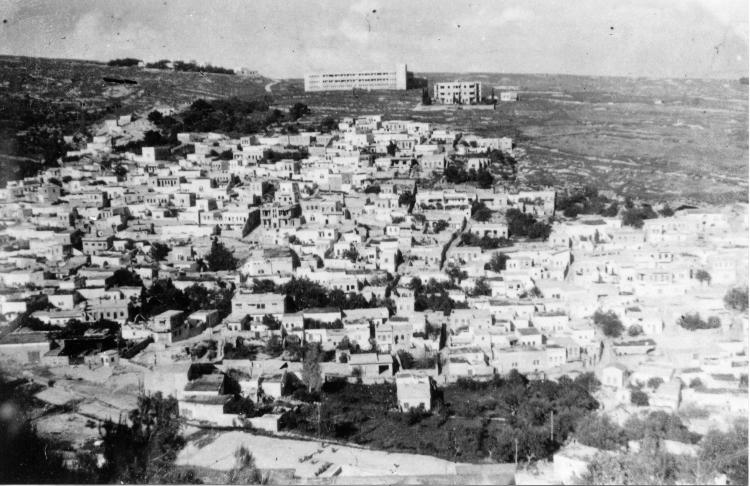
Поліцейське управління на горі Канаан над Цфатом (1948)
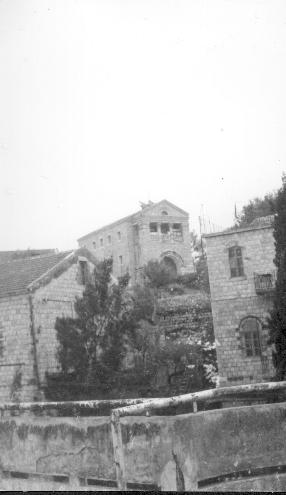
Цфат у 1948 році
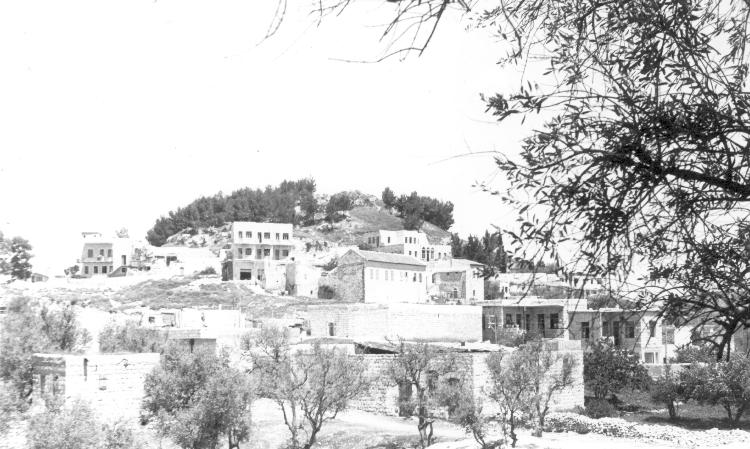
Цфатська фортеця у 1948 році
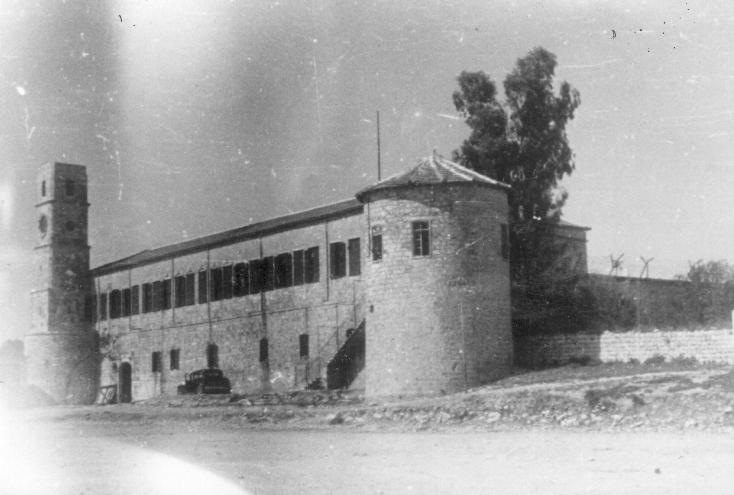
Фортеця Сарайя у 1948 році
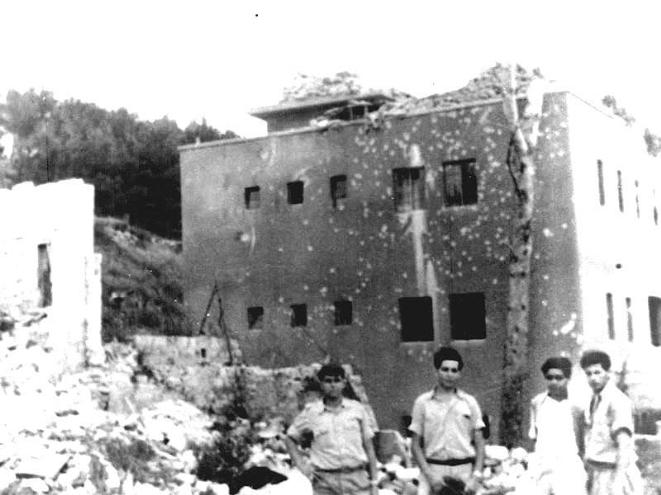
Міське поліцейське управління Цфату після боїв (1948)
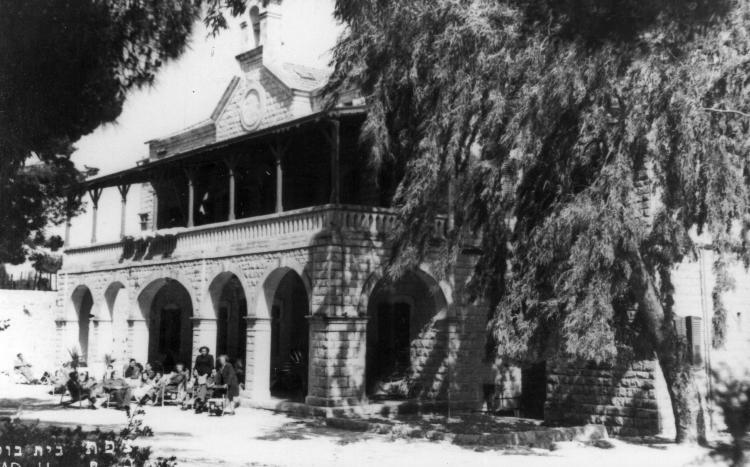
Штаб-квартира бригади «Їфтах»[en]
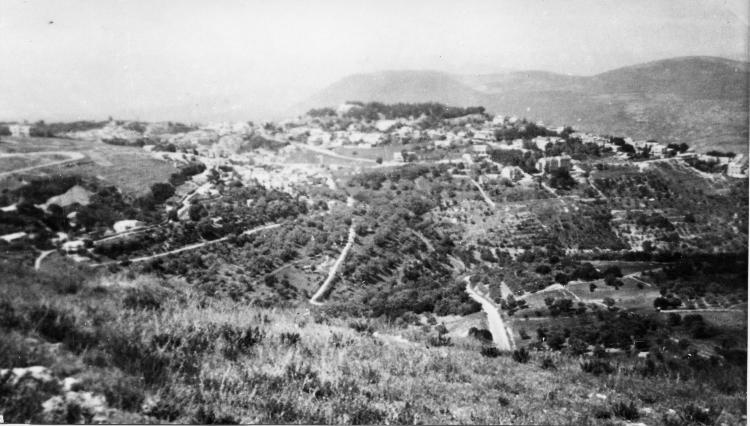
Вид на Цфат з гори Канаан (1948)
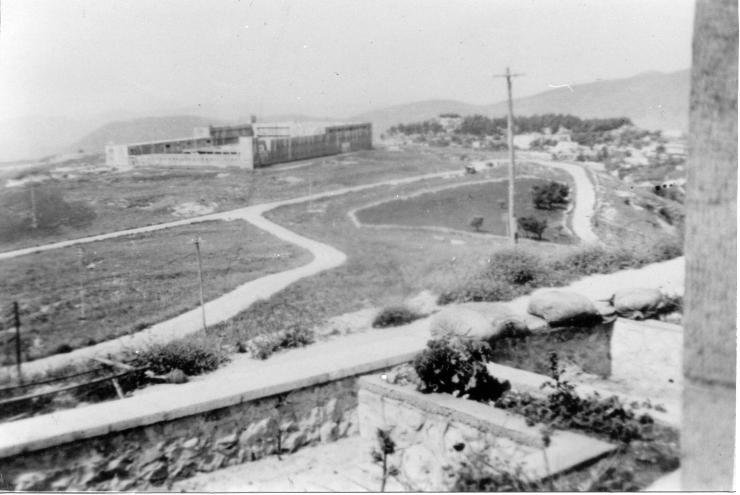
Адміністративна будівля підмандатного уряду у східній частині Цфату (1948)

На початок арабо-ізраїльської війни 1947-49 рр. у місті проживало близько 1700 євреїв, здебільшого релігійних та літніх людей, а також приблизно 12 тисяч арабів. 5 січня 1948 року араби знову напали на єврейський квартал. У лютому того ж року під час громадянської війни відбувся новий напад арабів-мусульман на єврейський автобус, який намагався дістатися Цфата; єврейський квартал знову потрапив під облогу арабів. Британські війська, які знаходились поблизу, не втручалися у конфлікт. За словами Мартіна Гілберта, запаси їжі почали закінчуватися. «Навіть води і муки надзвичайно не вистачало. Кожного дня араби просувалися ближче до серця єврейського кварталу, систематично підриваючи єврейські будинки по мірі свого наступу на центральну частину».
16 квітня, того ж дня, коли британські війська евакуювали Цфат, 200 місцевих арабських міліціонерів за підтримки більше 200 солдат Арабської визвольної армії спробували захопити єврейський квартал міста. Вони були відбиті єврейським гарнізоном, до якого входили біля 200 бійців Хагани, — чоловіків і жінок, — посилених взводом Пальмаха.

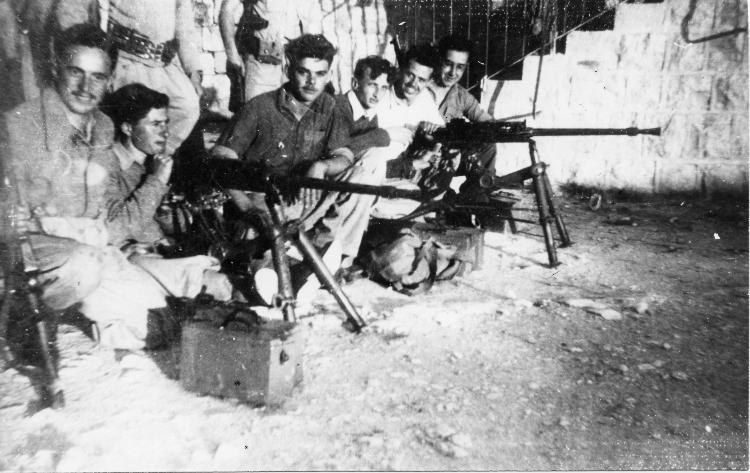
Члени зі своїми кулеметами Hotchkiss, 1948

Арабська визвольна армія планувала захопити все місто 10 травня; напередодні цієї події на пагорбі біля єврейського кварталу було розміщено артилерійські гармати та почато обстріл. 6 травня відбулася наземна атака Пальмаха, яка була частиною операції «Їфтах», на арабську частину Цфату. Першим етапом плану Пальмаха із захоплення Цфату було забезпечення коридору через гори шляхом окупації арабського села Бір'я. Третьому батальйону не вдалося захопити головну ціль — «цитадель», проте він достатньо «налякав» арабське населення, щоб спричинити його втечі, екстрені заклики до зовнішньої допомоги та спробу досягти перемир'я.
Генеральний секретар Ліги арабських держав Абд ар-Рахман Аззам стверджував, що метою плану «Далет» було вигнання мешканців арабських сіл вздовж сирійського та ліванського кордонів, особливо із місць, розташованих на дорогах, котрими до країни могли ввійти арабські регулярні війська. Він зазначив, що Акко та Цфат знаходились в особливій небезпеці. Втім прохання про допомогу були проігноровані і британці, у яких тепер лишалося менше тижня мандату на Палестину, також не втручалися, щоб запобігти другій та останній атаці Хагани, яка почалась ввечері 9 травня із мінометного вогню по ключових точках у Цфаті. Після вогневої підготовки піхота Пальмаха у запеклих боях захопила цитадель, Бейт-Шалва та поліцейський форт (тегарт) — три головні будівлі Цфату. Протягом 10 травня міномети Хагани продовжували бомбардувати арабські райони, що призвело до пожеж у зазначеному регіоні, та польових складах пального, які врешті-решт вибухнули. «Пальмах навмисне лишив відкритими шляхи для виходу населення, щоб «стимулювати» цей вихід...». За словами Гілберта, «араби Цфату почали відходити, включно з командиром арабських сил Адибом Шишаклі (пізніше прем'єр-міністр Сирії). Після ізоляції поліцейського форту на горі Канаан його захисники відступили без бою. Падіння Цфату виявилось ударом по моральному духу арабів всього регіону... При тому, що вторгнення регулярних арабських армій до Палестини вважалося неминучим (як тільки через 11-12 днів британці врешті-решт підуть), багато арабів вважали, що розум вимагає від них покинути свої будинки доти, доки євреї не будуть переможені і не зможуть повернутись до своїх осель».
Близько 12 тисяч (за деякими оцінками 15 тисяч) арабів втекли із Цфату та стали «важким тягарем для арабської військової кампанії». Серед біженців була і родина майбутнього президента Палестинської національної адміністрації Махмуда Аббаса , який народився у Цфаті.

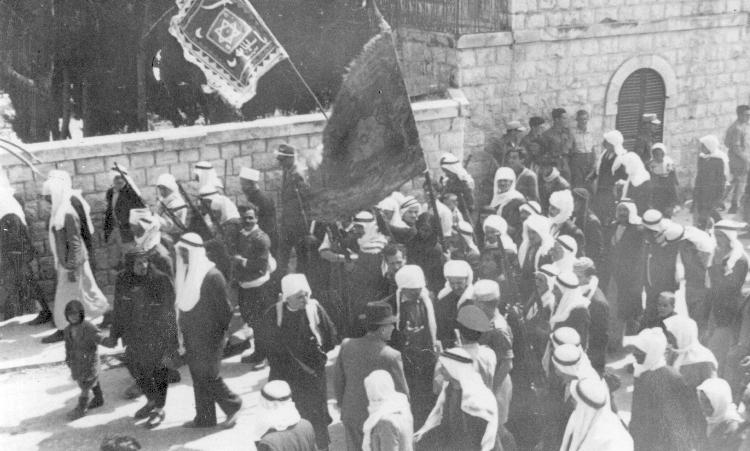
Друзька хода у Цфаті після перемоги Пальмаха. 1948

До 11 травня 1948 року Цфат повністю опинився під контролем єврейських мілітаризованих формувань. Частина арабського населення, яка лишилась у місті, була виселена.

### Держава Ізраїль

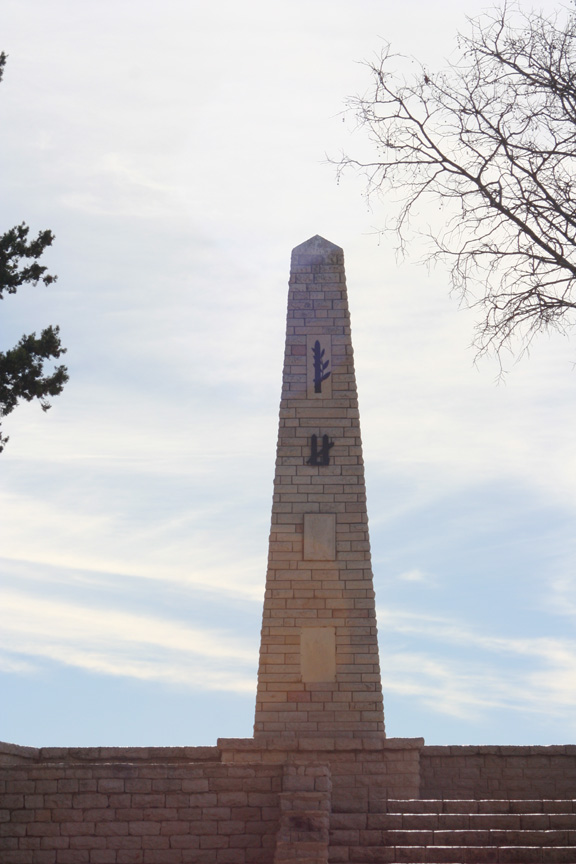
Monument to the soldiers who fought in Israel's War of Independence

У 1974 році 102 ізраїльських школярів-євреїв із Цфату під час шкільної екскурсії до Палестини були взяті у заручники групою палестинських бойовиків Демократичного фронту звільнення Палестини, коли діти спали у школі в Маалот-Таршиха. В інциденті, який став відомим як бійня в Маалоті, 22 із цих школярів були серед числа вбитих терористами після того, як школу оточив загін спецпризначення Армії оборони Ізраїлю.
Протягом 1990-х та початку 2000-х рр. місто прийняло тисячі єврейських іммігрантів із Росії та Ефіопії (Бета-Ісраель).
У липні 2006 року ракети з установки «Катюша», запущені Хезболлою з південного Лівану, вразили Цфат, що призвело до загибелі однієї та поранень ще декількох осіб. Тоді багато мешканців евакуювалися з міста. 22 липня четверо осіб зазнали поранень під час ракетної атаки.
У 2012 році Махмуд Аббас публічно заявив: «Раніше я одного разу відвідував Цфат. Я хочу бачити його. Це моє право — бачити його, але не жити в ньому».

## Населення
Сьогодні Цфат є здебільшого єврейським містом зі змішаними релігійними та світськими мікрорайонами. За даними Центрального статистичного бюро Ізраїлю (ICBS), етнічний склад населення міста станом на 2001 рік складав 99,2% євреїв та інших мешканців неарабського походження. Окрім них у Цфаті також проживає невелика кількість арабів, православних християн та маронітів.
Станом на 2008 рік населення міста налічувало 32 тис. осіб, на 2016 — 33 358 осіб; природний приріст населення складає 4,2%.
Графік приросту населення Цфату:
Середня заробітна плата станом на 2007 рік становила 4 591 шекель. У місті спостерігається дефіцит робочих місць; на півдні міста знаходиться промислова зона, представлена заводом B&B, фабрикою Strauss та кількома приватними майстернями. Найбільший роботодавець у регіоні — лікарня «Зіф».

## Географія
Розташований на висоті 900 м над рівнем моря на вершині однієї з гір Верхньої Галілеї, Цфат є найвищим містом у Галілеї та всьому Ізраїлі. Відстань до Хайфи становить 75 км, до Тель-Авіва — приблизно 160 км, до Єрусалима — приблизно 200 км. З висоти, на якій знаходиться місто, відкриваються гарні краєвиди, причому на південному заході можна побачити озеро Кінерет, на заході — Середземне море, а на півночі — вершину гори Гермон.

### Клімат
Місто має середземноморський клімат зі спекотним сухим літом та холодною зимою з дощами, а іноді зі снігом, що частково спричинено його місцезнаходженням. Річна кількість опадів складає 682 мм. Літо зазвичай сухе і спекотне з середньою максимальною та мінімальною температурами у 29 °C та 18 °C відповідно. Зими зазвичай холодні та вологі, іноді випадають опади у формі снігу. Середня максимальна та мінімальна температури у місті становлять 10 °C та 5 °C відповідно.
| Клімат Цфату                           | Клімат Цфату | Клімат Цфату | Клімат Цфату | Клімат Цфату | Клімат Цфату | Клімат Цфату | Клімат Цфату | Клімат Цфату | Клімат Цфату | Клімат Цфату | Клімат Цфату | Клімат Цфату | Клімат Цфату |
| Показник                               | Січ.         | Лют.         | Бер.         | Квіт.        | Трав.        | Черв.        | Лип.         | Серп.        | Вер.         | Жовт.        | Лист.        | Груд.        | Рік          |
| Абсолютний максимум, °C                | 21,7         | 21,2         | 24,2         | 32,4         | 38,1         | 38           | 39           | 38,7         | 36,8         | 33,1         | 27,5         | 24,4         | 31,25        |
| Середній максимум, °C                  | 9,4          | 10,1         | 13,3         | 19,5         | 25           | 28,3         | 29,8         | 29,8         | 28,1         | 23,7         | 16,7         | 11,5         | 20,43        |
| Середній мінімум, °C                   | 4,5          | 4,3          | 6,3          | 10,6         | 14,3         | 17           | 18,8         | 18,8         | 17,1         | 15,1         | 10,3         | 6,4          | 11,95        |
| Абсолютний мінімум, °C                 | −3,6         | −6,5         | −2,2         | 0,3          | 5,8          | 8,7          | 13,2         | 14           | 12           | 7,2          | 0,1          | −2,7         | 3,85         |
| Норма опадів, мм                       | 158.8        | 129.7        | 94.9         | 43.1         | 5.7          | 0            | 0            | 0            | 1.5          | 24.5         | 85.5         | 138.4        | 682.1        |
| Днів з опадами                         | 15           | 13,1         | 11,7         | 5,9          | 2,7          | 0,0          | 0,0          | 0,0          | 0,5          | 4,5          | 9,0          | 13,1         | 75,5         |
| -------------------------------------- | ------------ | ------------ | ------------ | ------------ | ------------ | ------------ | ------------ | ------------ | ------------ | ------------ | ------------ | ------------ | ------------ |
| Джерело: Israel Meteorological Service |              |              |              |              |              |              |              |              |              |              |              |              |              |

### Сейсмологія
Цфат, розташований над рифтом Мертвого моря, є одним із міст Ізраїлю (разом з Тверією, Бейт-Шеаном, Кір'ят-Шмона та Ейлатом), які мають найбільший ризик землетрусів. Останнім масштабним землетрусом, якого зазнав Цфат, був Галілейський землетрус 1837 року.

## Освіта
Згідно з даними Центрального статистичного бюро Ізраїлю (ICBS), у місті нараховується 5 шкіл та 6 292 учні; також є 18 початкових та 11 середніх шкіл, у яких навчаються 3 965 та 2 327 учнів відповідно. У 2001 році 40.8% випускників міста отримали атестат зрілості (багрут), згодом цей показник зріс до приблизно 45,9%.
Цфатський академічний коледж, який спочатку був філіалом Університету імені Бар-Ілана, у 2007 році отримав незалежну акредитацію від Ізраїльської ради вищої освіти. В жовтні 2011 року у відновленій історичній будівлі у центрі міста, яка раніше була одним із корпусів лікарні Хадасса, відкрилася п'ята медична школа Ізраїлю — медичний факультет Ґаліль, яка наразі виступає філіалом Університету Бар-Ілана. Їй підпорядковані наступні університетські лікарні:
- Галілейська лікарня[en]
- Шпиталь імені Ребекки Зіф (лікарня «Зіф»)[en]
- лікарня Порія
- психоневрологічна лікарня Мізра
- шпиталь Святого сімейства у Назареті
- Шотландський шпиталь[en][63]

Також у місті діє волонтерська організація Лівнот-У'Легібанот.

## Релігійне життя

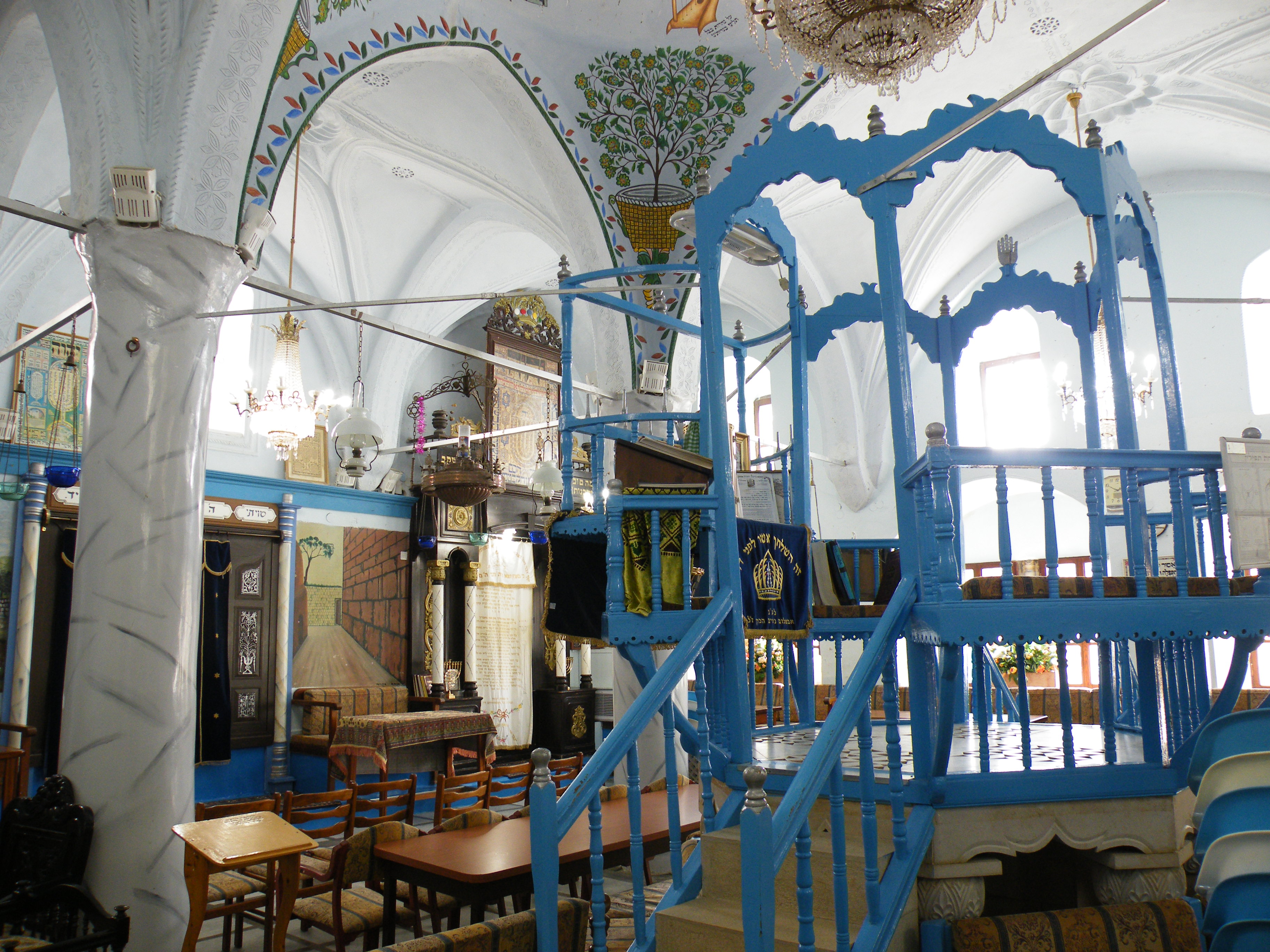
Синагога Абугава, одна з найвідоміших у місті

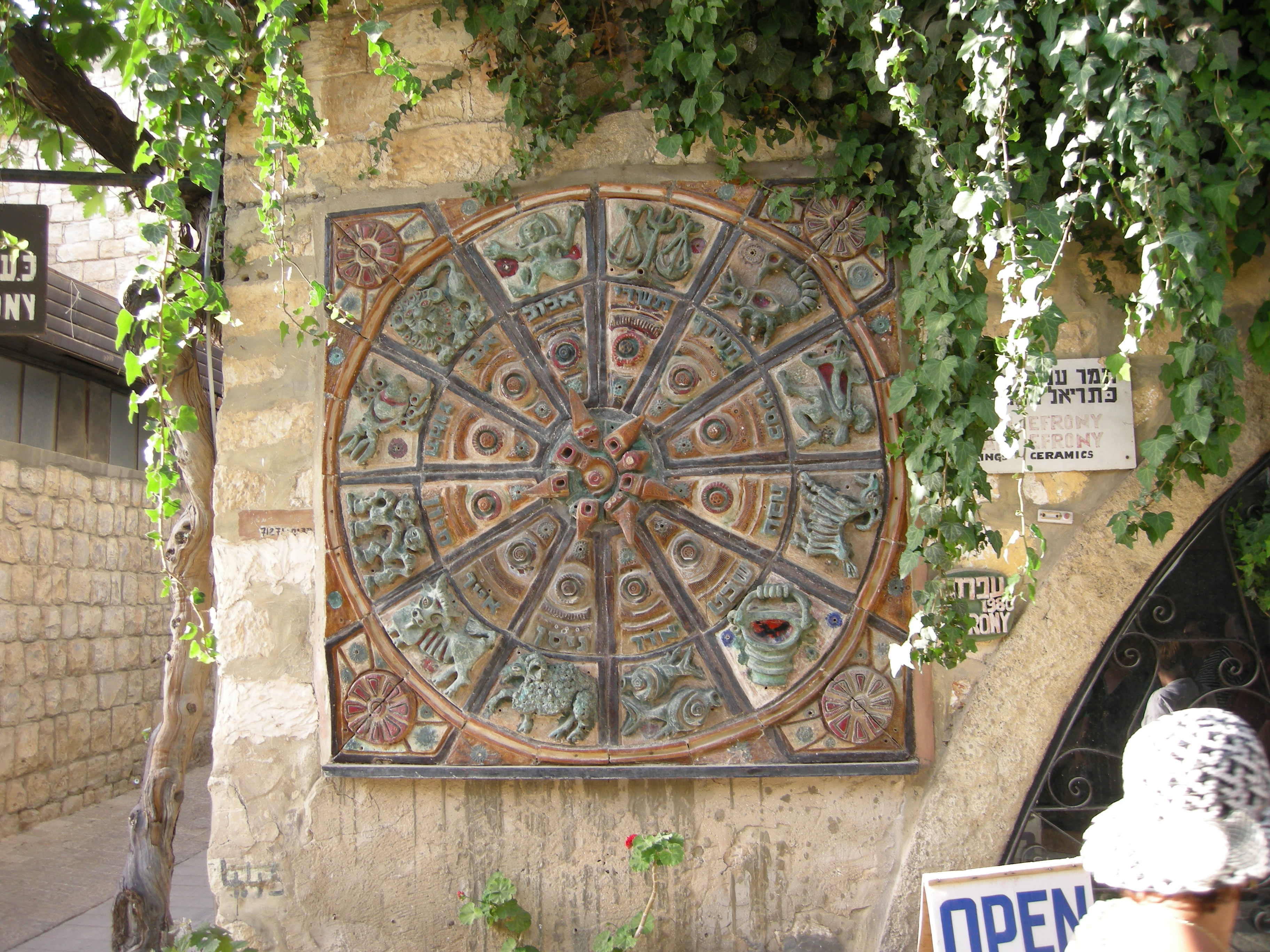
Вуличне мистецтво у Цфаті

Після масового вигнання євреїв з Іспанії у 1492 році та вимушеного виїзду їх з Португалії для запобігання вимушеному прийняттю християнства до Цфату переселилась ціла плеяда відомих рабинів-містиків, які рятувалися від переслідувань інквізиції. Серед них були кабалісти Моше Кордоверо, який написав у Цфаті кілька книг, присвячених прихованим аспектам Тори, рабин Йосеф Каро, який створив фундаментальний кодекс єврейських галахічних законів «Шулхан арух», та композитор шабатнього гімну «Леха доді» Шломо Галеві Алькабец. Наприкінці 1569 або на початку 1570 року до Цфату прибув Іцхак Лурія.
Завдяки великому притоку сефардських євреїв у XV—XVI столітті, який досяг свого апогею у період правління султанів Сулеймана І та Селіма ІІ, місто перетворилося на глобальний центр єврейської освіти та регіональний центр торгівлі. У XVI—XVII ст. Цфат став відомим  як центр Кабали, або єврейського містицизму.
Біля Цфата також знаходяться багато могил єврейських мудреців, одна з найвідоіших — могила Рашбі, — рабина Шимона Бар Йохая та його сина. На річницю його смерті — Лаг ба-Омер, на 33 день після першого дня Песаху, — його могилу відвідують сотні тисяч людей. Друга відома могила, яка належить рабину Йонатану бен Узіелю, знаходиться у місці, що називається «Амука».
Наразі у місті також проживає значна кількість послідовників раббі Нахмана із Брацлава. Цфат зберіг свій статус центру єврейської освіти, і наразі тут знаходяться численні діючі синагоги та єшиви.
Містична традиція, викладена у головній кабалістичній книзі, «Зоар», стверджує, що єврейський месія спершу з'явиться у Верхній Галілеї; не виключається, що місцем його появи може бути Цфат.

## Культура

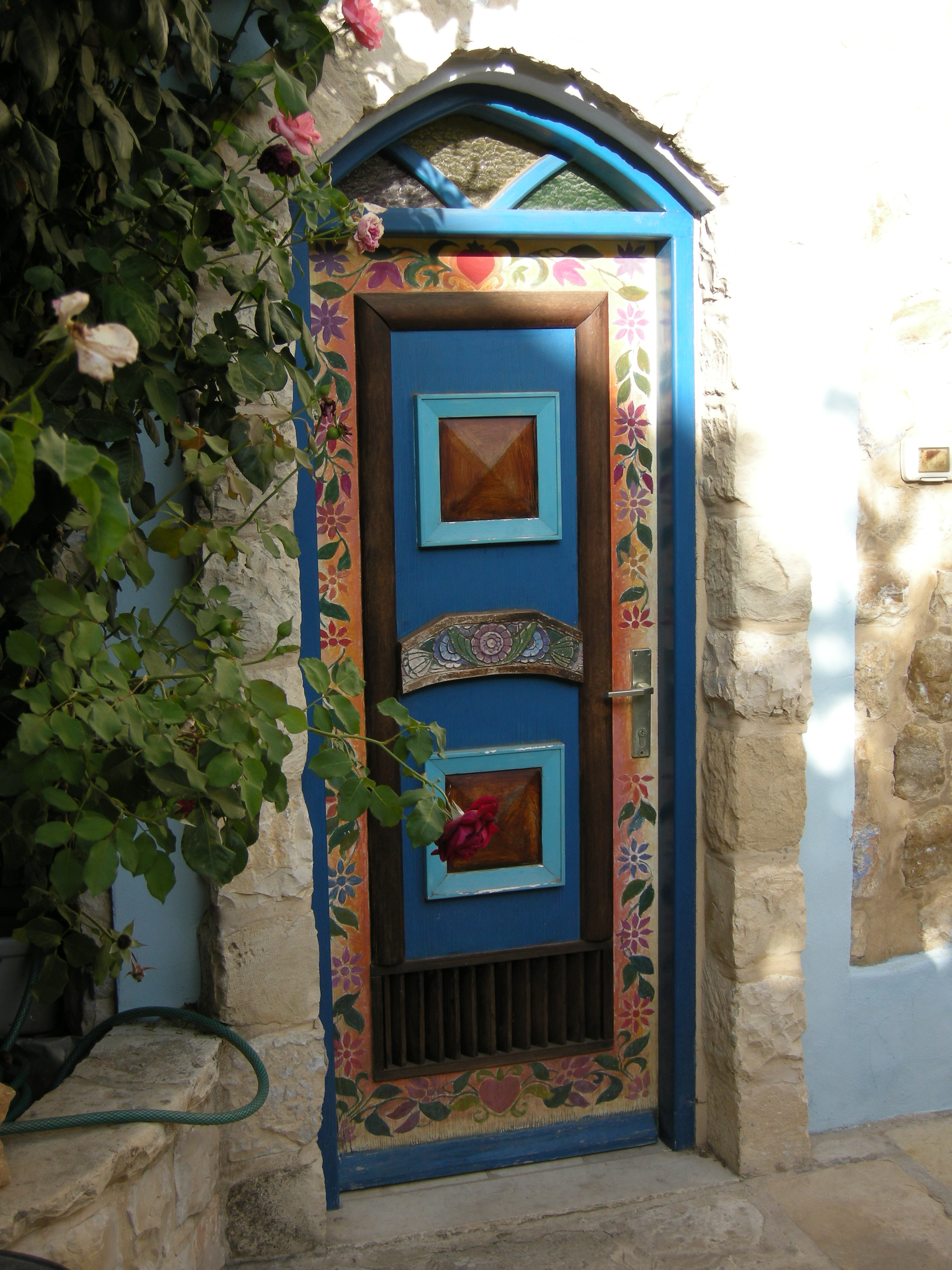
Двері у Цфаті

У 1950-60-х рр. Цфат мав репутацію мистецької столиці Ізраїлю. Колонія художників, заснована у старому місті, була справжнім осередком творчості, який приваблював митців з усієї країни, серед яких зокрема були Іцхак Френкель, Йосл Бергнер, Моше Кастель та Менахем Шемі. Також у місті знаходилося кілька відомих галерей країни. На честь відкриття музею мистецтв Ґлітценштейна у 1953 році художник Мане-Кац пожертвував місту вісім своїх робіт. На той час у Цфаті також знаходилась низка найкращих нічних клубів країни, у яких відбувалися перші виступи Наомі Шемер, Ариса Сана та інших відомих виконавців.
Окрім цього Цфат вважається світовою столицею клезмеру, — в місті щороку проходить наймасштабніший у своєму жанрі всесвітній Цфатський фестиваль клезмерської музики.

## Туризм
Через свій м'який клімат та мальовничі краєвиди Цфат є популярним місцем відпочинку як серед ізраїльтян, так і серед іноземних туристів.
Цфат — місто незвичайної архітектури: це зумовлено тим, що вулиці, забудовані у давнину вихідцями із різних країн, йдуть зверху вниз. також арабські сироварні у передмістях Цфату відомі напівтвердим цфатським сиром.

### Цитадельний пагорб
Цитадельний пагорб (або Га-Мецуда) знаходиться у східній частині старого міста; він отримав свою назву за великим замком хрестоносців та (згодом) мамлюків, збудованим у ХІІ–ХІІ ст. та повністю зруйнованим через землетрус 1837 року. Руїни цього замку збереглися досьогодні.
На західному схилі пагорба знаходиться будівля колишнього британського поліцейського управління, на стінах якої лишилися сліди від куль після війни 1948 року.

### Старий єврейський квартал
Старий єврейський квартал займає північну частину міста, у якій до війни 1948 року проживало міське єврейське населення.У наші дні його також називають Кварталом синагог через те, що у ньому розміщено 32 синагоги.
Найвідомішими пам'ятками старого єврейського кварталу є:
- синагога Арі Ашкеназі[en]
- сефардська синагога Арі
- синагога Абугава[en], названа на честь талмудиста Ісаака Абоаба[en] (у єврейській традиції — Іцхак Абугав)
- синагога Альшеха, названа на честь Моше Альшеха[en]
- синагога Йосефа Каро
- музей Га-Мейрі, розміщений у будівлі XVI століття, який розповідає про єврейське населення Цфату
- старе єврейське кладовище

Дві синагоги Арі отримали свою назву на честь рабі Іцхака Лурії (1531–1573), відомого здебільшого під івритським акронімом «Га-АРІ», у якому Арі, утворене від ініціалів його імен та титулу, у івриті також має значення «лев».

### Квартал художників
У кварталі художників, який знаходиться у колишньому (до 1948 року) арабському кварталі на південь від єврейського кварталу, знаходяться багато галерей та майстерень, у яких працюють митці та продавці картин. Його «Головна виставка», представлена творами різних митців минулого та сучасності, розміщується у пізньоосманській (1902) джума-мечеті, відомій як Ринкова мечеть.

### Південна частина міста
Тут знаходяться дві відомі будівлі, споруджені за епохи мамлюків:
- Червона мечеть (1276)
- Мамлюцький мавзолей, який зараз використовують масони. Його було збудовано для мамлюцького набоба (губернатора) тогочасного Сафеда, Музаффара ад-Діна Муси ібн Хадж ар-Руктая Муси Музаффара (Мудхафара) аль-діна б. Руктая аль-Хаджа, який помер у 1360 році.[71][72]

На південний схід від кварталу художників знаходиться Сарайя — укріплена резиденція губернатора, яку збудував Захір аль-Умар (1689/90–1775).

## Відомі особистості

### Вихідці з міста
- Махмуд Аббас, президент Держави Палестина з 2005 року[73]
- Моше Амар[en], депутат Кнесету
- Джованні Джуда Джона Баттіста[en],рабин, який перейшов до католицизму
- Фазіль Бей (1789–1810), автор Зенаннаме (Книги жінок)[74]
- Вадей Хаддад, також відомий як Абу Гані, — один з лідерів озброєного крила Народного фронту визволення Палестини
- Салма Джайюсі[en], палестинсько-йорданська поетеса та перекладач
- Субхі аль-Хадра[en], палестинський політик, юрист та колумніст
- Меїр Мейвар[en], командир Хагани у Цфаті в 1948 та мер міста у 1965-66 рр.
- Ітай Не'еман, професор математики Каліфорнійського університету у Лос-Анджелесі
- Естер Офарім[en], співачка та актриса, представниця Швейцарії на Євробаченні 1963
- Самір ар-Ріфаї, політик, шість разів обраний прем'єр-міністром Йорданії
- Набіль Шаат[en], перший міністр закордонних справ Палестинської національної адміністрації
- Хаїм бен Йосеф Віталь[en], рабин та учень Іцхака Лурії

### Жителі Цфата
- Шломо Галеві Алькабец[en], рабин, кабаліст та поет XVI ст.; автор пісні «Леха доді[ru]»
- Моше Трані[en], рабин Цфату з 1525 по 1535 рік
- Моше Альшех[en], видатний рабин та проповідник кінця XVI ст., автор коментарів до Біблії
- Яків Берав[en], впливовий рабин та талмудист XV ст., відомий своїм прагненням передивитися обряд сміхи[en]
- Моше бен Яаков Кордоверо[ru], голова містичної школи Цфату у XVI ст.
- Шмуель Еліягу[en], головний рабин Цфату
- Йосеф Каро, рабин XVI ст., автор основоположного кодексу галахічних законів «Шулхан арух»
- Ліор Любін[ru], професійний баскетболіст та тренер
- Іцхак Лурія[ru], рабин та містик XVI ст., засновник школи луріанської кабали[ru]; вважається батьком сучасної кабали[75]
- Міріам Мегадіпур[en], художниця нідерландського походження[76], власниця бренду Mehadipur + Collection[77]
- Йоґев Огайон[en], баскетболіст
- Бен Сноф[he], співак
- можливо мати сімох святих мучеників Маккавеїв, чия могила була знайдена на старому міському кладовищі

## Міста-побратими
- Толедо,  Іспанія
- Лілль,  Франція (тимчасово призупинено)[78]
- Гуарда,  Португалія
- Нікопол,  Болгарія
- Палм-Біч,  США
- Ержебетварош[hu],  Угорщина
- Умань,  Україна

## Галерея

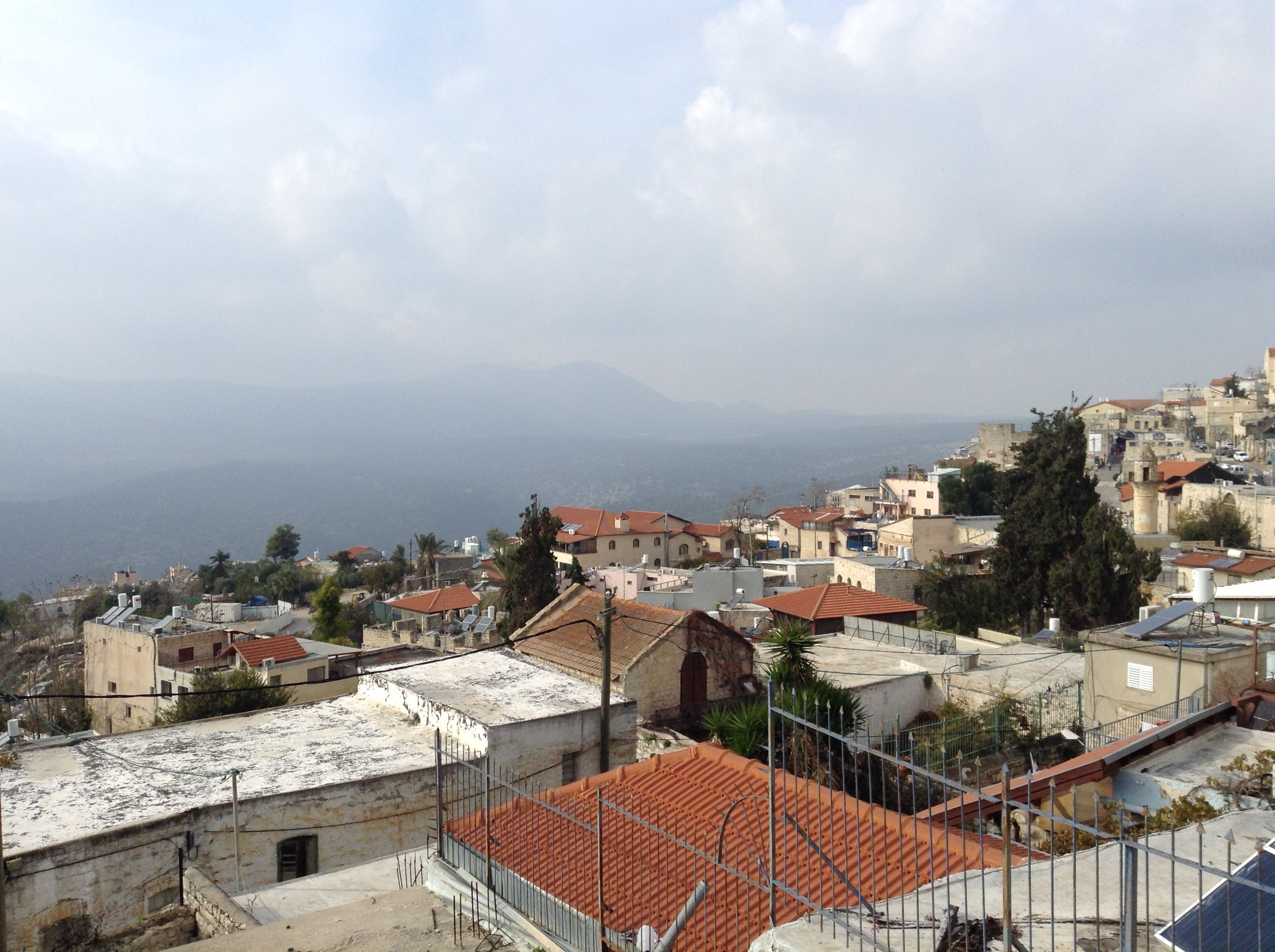
Вид на місто
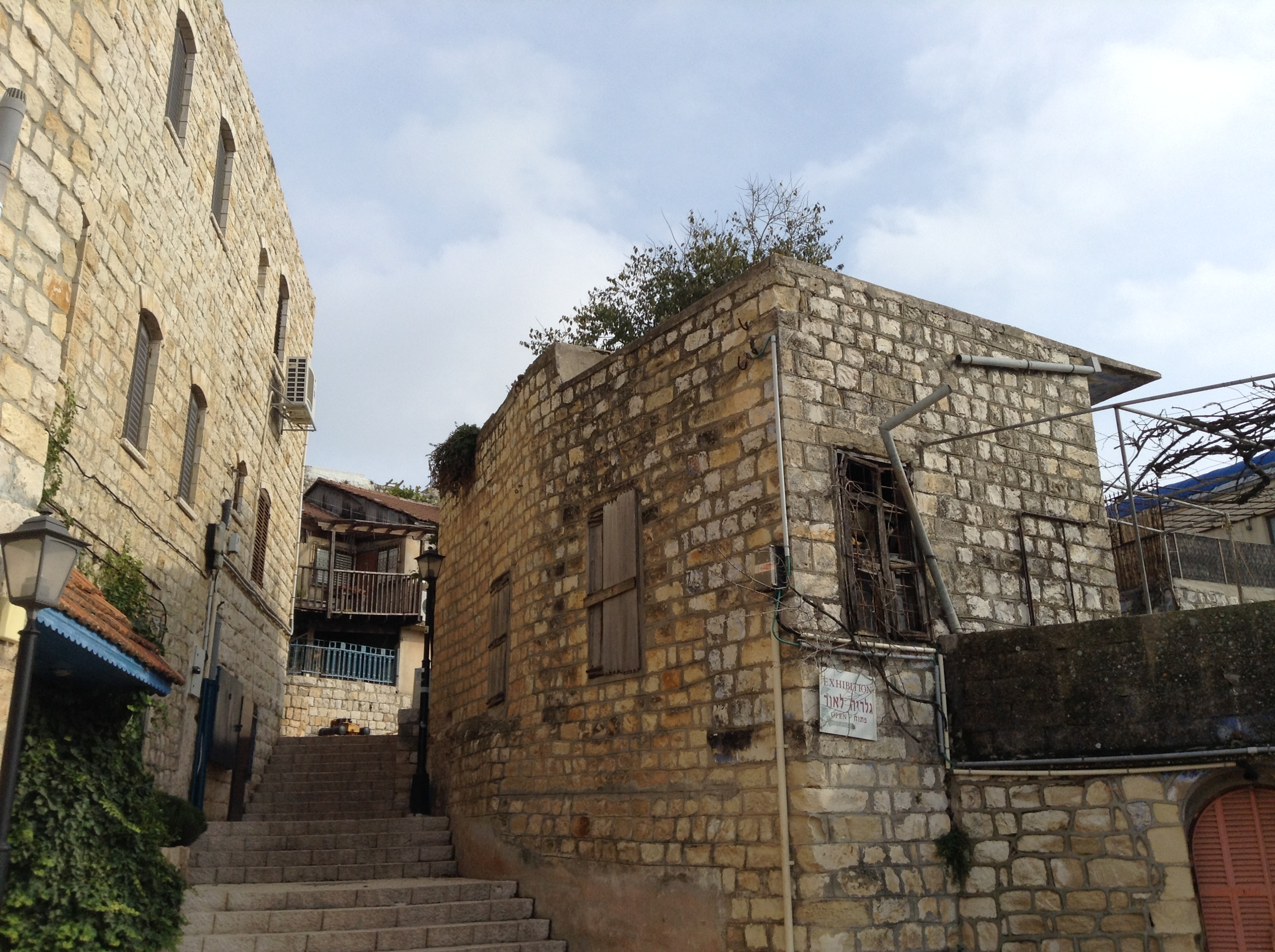
Будинки у Старому місті
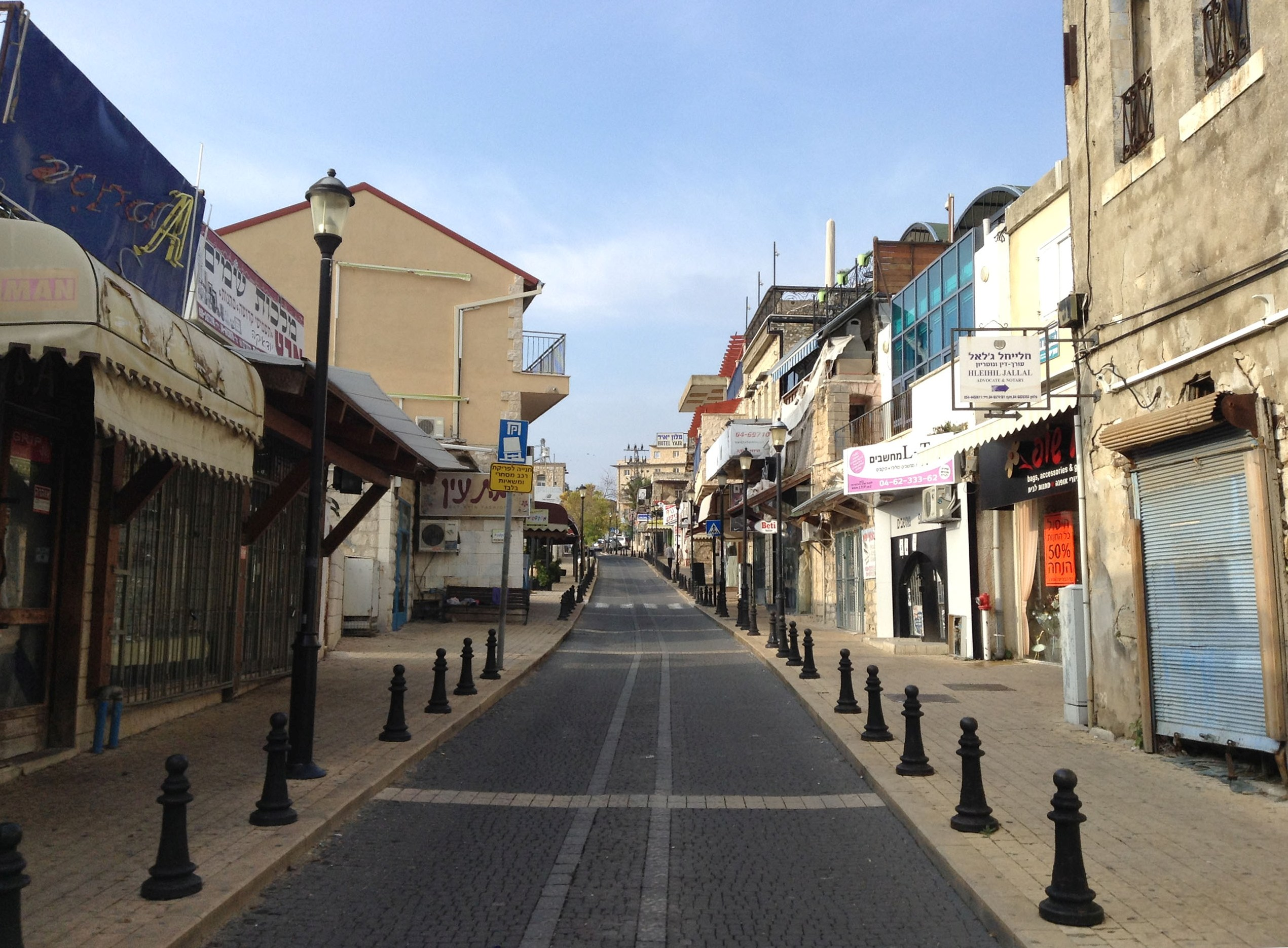
Вулиця Єрусалимська
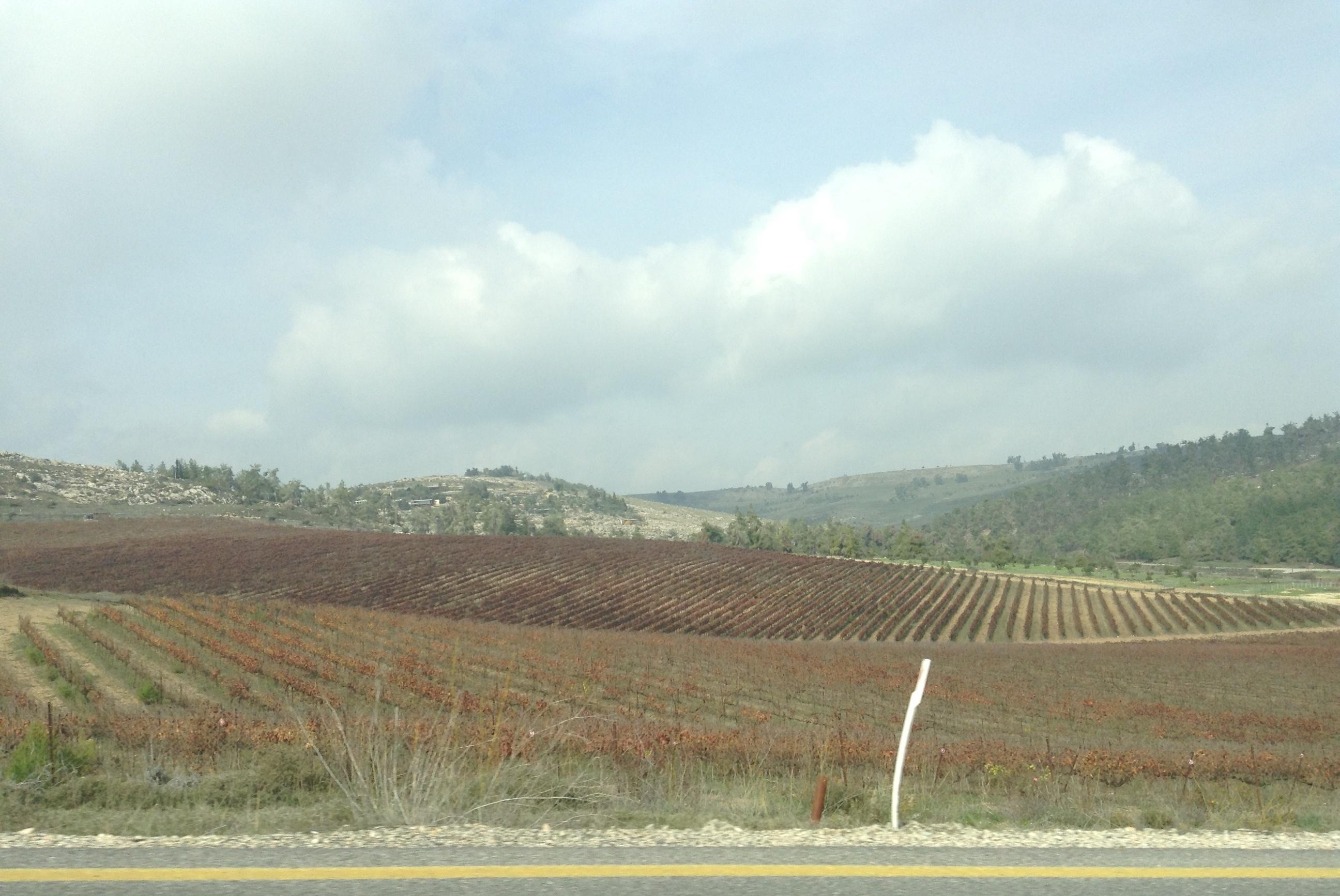
Поля біля Цфату
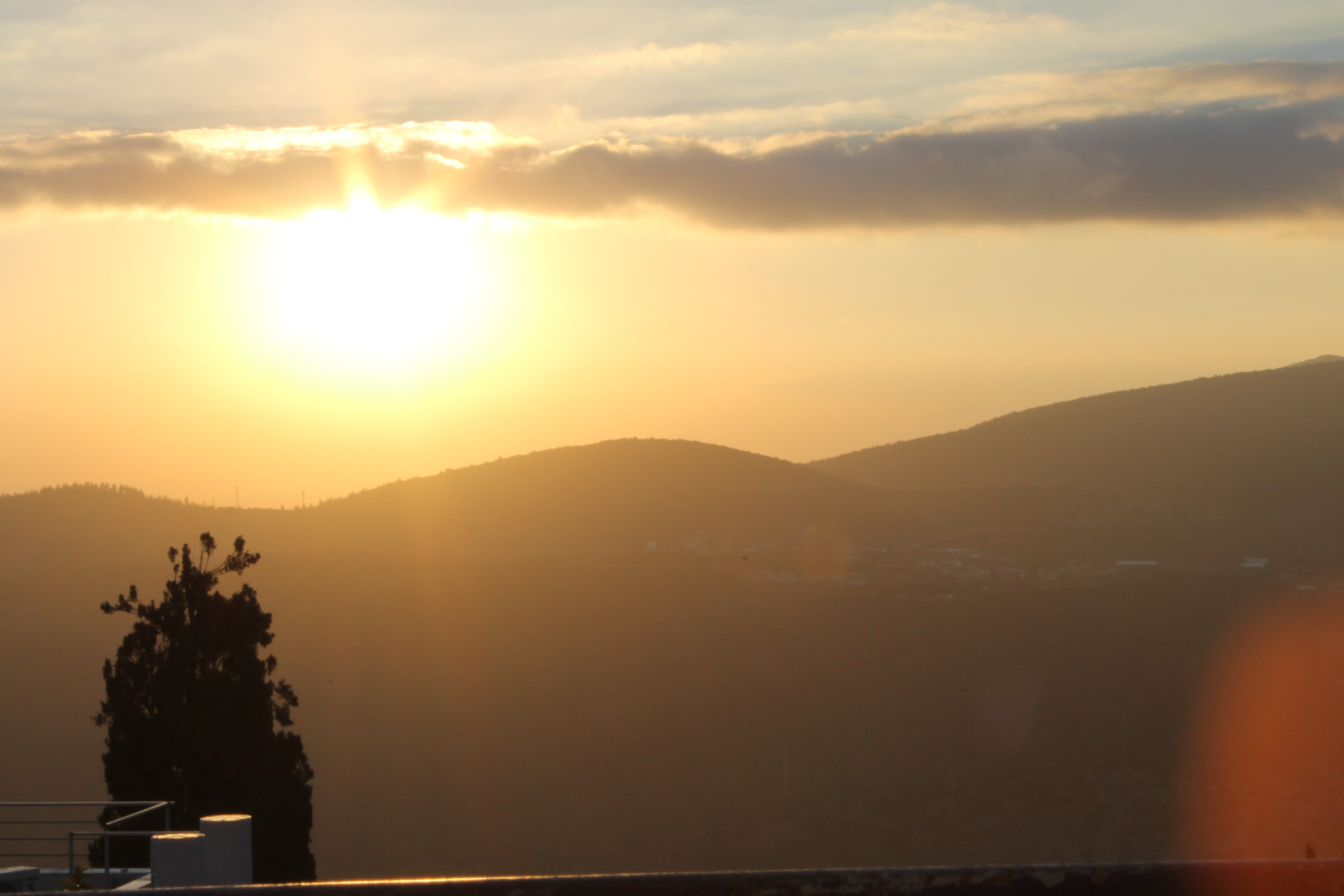
Захід сонця у Цфаті
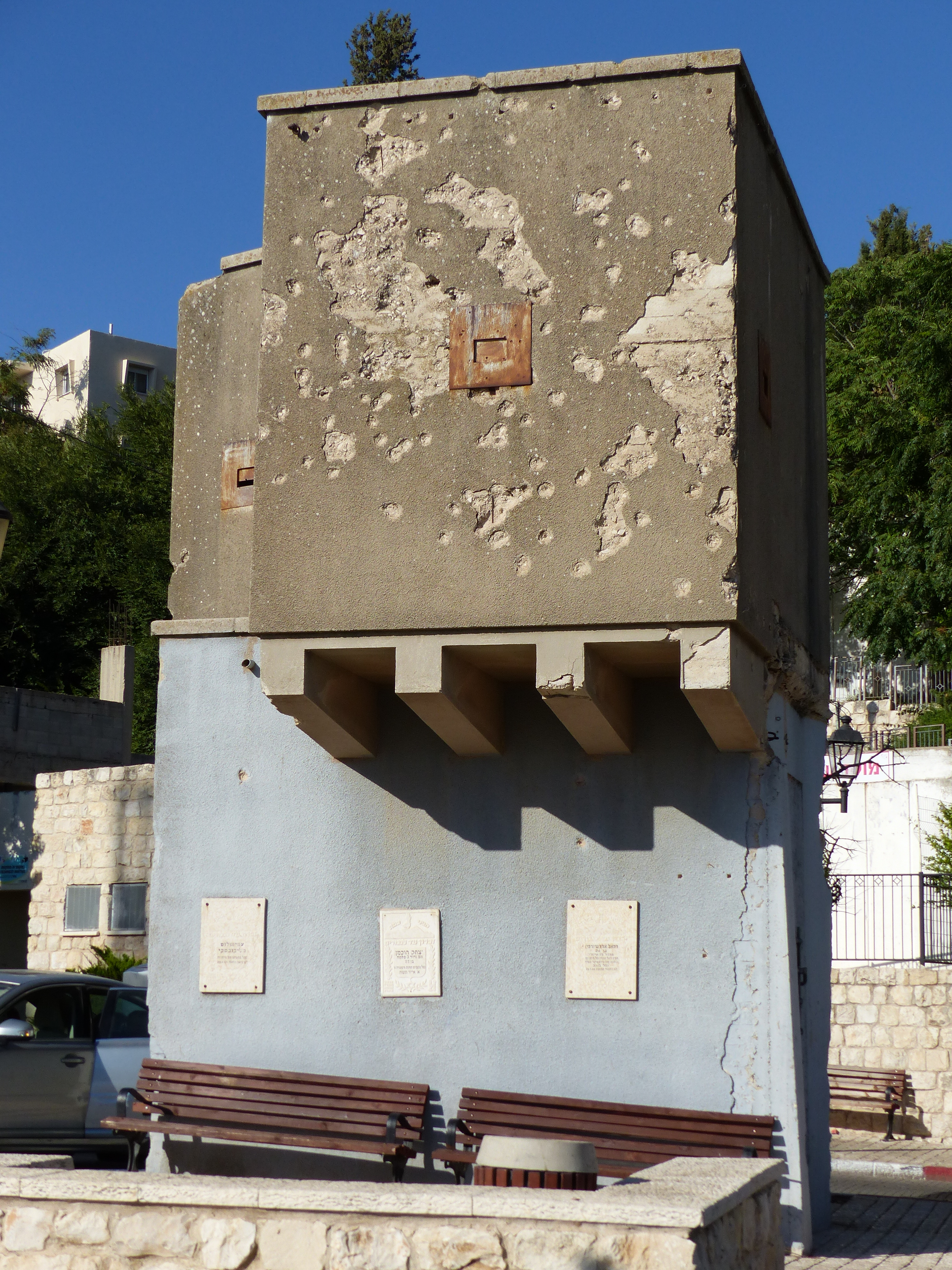
Британське поліцейське управління у Цфаті

Панорама Цфату та гори Мерон

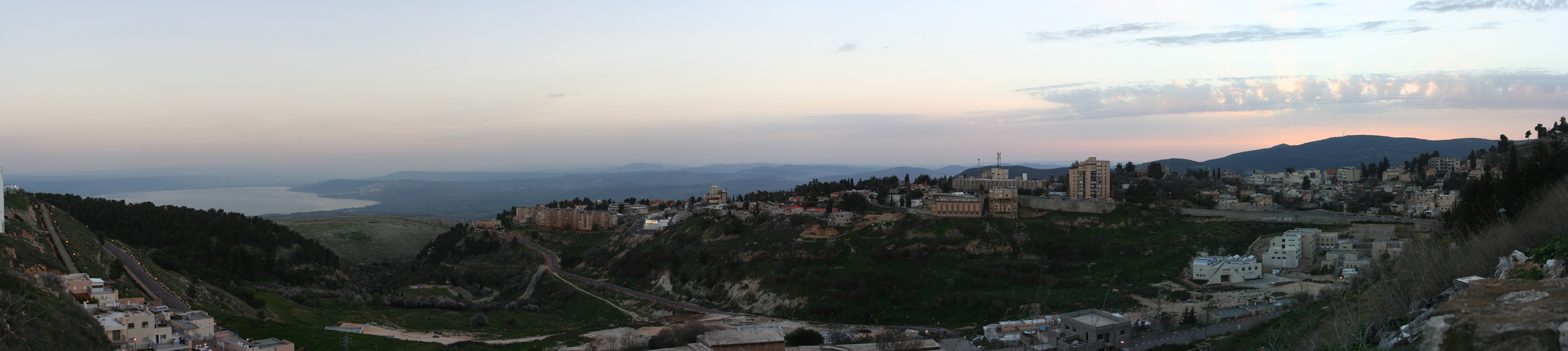
Вид на схід та озеро Кінерет

## Зовнішні посилання
Цфат у Вікімандрах
- City Council website(англ.)
- zefat.net (івр.)
- Tourist Information Center(англ.)